# 塔贝娅·阿尔特
塔贝娅·阿尔特（德語：Tabea Alt，2000年3月18日—），德国女子竞技体操运动员，2017年世界杯斯图加特站女子个人全能金牌得主、2017年世界杯伦敦站女子个人全能金牌得主、2017年世界竞技体操锦标赛女子平衡木铜牌得主。